# سامانا
سامانا (بالإنجليزية: samana)‏ هي إحدى محافظات جمهورية الدومينيكان في شبه جزيرة سامانا الواقعة في المنطقة الشرقية. عاصمتها سامانا. 

## روابط خارجية
- مطار القطى الدولى سمانا
- باللغة الإسبانية Oficina Nacional de Estadística ، بوابة الإحصاء لجمهورية الدومينيكان
- منشور مدونة حول أحفاد الأمريكيين من أصل أفريقي لجمهورية الدومينيكان الذين استقروا في سامانا
- مقاطع من فيلم وثائقي لنيستور مونتيلا الأب يصور ملحمة الآلاف من الأمريكيين الأفارقة الأحرار الذين فروا واستقروا في سامانا